# Candona willmani
Candona willmani är en kräftdjursart som beskrevs av Staplin 1963. Candona willmani ingår i släktet Candona och familjen Candonidae. Inga underarter finns listade.